# Жонатан Бруно Морено Сантьяго
Жонатан Бруно Сантьяго, також відомий як Морено (порт.-браз. Bruno Santiago Jonatan / Moreno; нар. 12 травня 1991, Блуменау, Санта-Катарина, Бразилія) — бразильський футболіст та футзаліст, нападник.

## Життєпис
Футбольну кар'єру розпочав у рідному Блуменау. Тренувався з «Артексом» на великому полі, а потім йшов на футзальне тренування до клубу «Апама». У 14 років пройшов відбір до академії «Інтернасьйонала», в якій провів півтора роки та пішов після конфлікту з її директором Гуто Феррейрою. Поїхав до юнацької команди «Фігейренсе», після чого опинився у «Метрополітано», з якого зміг потрапити до молодіжної команди «Крузейро». Через непрофесійне ставлення до справи змушений був повернутися до «Метрополітано». Після виходу з останнього клубу півроку не грав і в віці 18 років збирався завершувати кар'єру.
У цей час йому прийшла пропозиція спробувати себе у футзалі, і Морено став гравцем клубу «Малві». У складі однієї з провідних команд Бразилії зміг звернути на себе увагу, потрапити до молодіжної збірної, і після чотиримісячного відрядження до Ірану, де грав за «Гіті Пасанд», перейшов до іспанського «Мовістар Інтер». Проте, пробитися до основного складу йому не вдалося, і вирушив в оренду, граючи в «Аль-Арабі» з Кувейту та бразильському «Корінтіансі». Під час виступу на студентському чемпіонаті світу привернув увагу тренера українського «Урагану» з Івано-Франківська та 20 грудня 2012 року підписав із ним трирічний контракт, але провів у команді лише півтора сезони, залишивши її у зв'язку з важким фінансовим станом після початку війни на Донбасі.
У серпні 2014 року Морено підписав контракт із московським «Спартаком» і в першому ж сезоні відзначився 31-м голом у 33 матчах. Влітку 2015 року перейшов у «Діну». 2016 року після завершення сезону «Діна» вирішила розлучитися з Морено. 31 травня 2017 року мінський клуб «Столиця» оголосив про підписання контракту із Жонатаном. До початку передсезонних зборів у серпні встиг злітати до Таджикистану, щоб зіграти за місцеву команду «ДІСІ Інвест» у клубному чемпіонаті Азії.
У 2018 році перейшов до російського «Беркута» з Грозного, який виступає у вищій лізі. Залишив команду після двох зіграних матчів першості Росії. Кінець року провів у аматорському клубі «Фруктовий світ», який виступає у чемпіонаті Санкт-Петербурга.
У жовтні 2019 року у складі румунського клубу «Меркуря-Чук» брав участь у Лізі чемпіонів. Після непотраплення команди до наступного раунду турніру звільнений з клубу разом з іншими легіонерами.
23 січня 2020 року підписав контракт з «Ухтою», який представляє Суперлігу.

## Досягнення
Гіті Пасанд
- Чемпіонат Ірану
  -  Чемпіон (1): 2016/17
  -  Срібний призер (1): 2010/11

«Аль-Арабі»
- Чемпіонат Кувейту
  -  Чемпіон (1): 2011/12[7]

«Ураган»
- Чемпіонат України
  -  Бронзовий призер (1): 2013/14[7]

«Столиця»
- Чемпіонат Білорусі
  -  Бронзовий призер (1): 2017/18

- Кубок Білорусі
  -  Фіналіст (1): 2017/18